# نیکولا استانکوویچ
نیکولا استانکوویچ (سیریلیک صربی: Никола Станковић؛ زادهٔ ۱۸ دسامبر ۱۹۹۳) بازیکن فوتبال اهل صربستان است.
وی همچنین در تیم ملی فوتبال صربستان بازی کرده‌است.